# Murray Beach (Nowa Szkocja)
Murray Beach – plaża (beach) w kanadyjskiej prowincji Nowa Szkocja, w hrabstwie Pictou (45°45′18″N, 63°07′42″W), na południowym wybrzeżu zatoki Amet Sound; nazwa urzędowo zatwierdzona 6 maja 1947.